# World Wide Live
World Wide Live – drugi album koncertowy Scorpions wydany w roku 1985.

## Lista utworów
1. "Countdown" – 0:42
2. "Coming Home" – 3:17
3. "Blackout" – 4:05
4. "Bad Boys Running Wild" – 3:52
5. "Loving You Sunday Morning" – 4:42
6. "Make It Real" – 3:54
7. "Big City Nights" – 4:58
8. "Coast To Coast" – 5:14
9. "Holiday" – 3:23
10. "Still Loving You" – 5:49
11. "Rock You Like a Hurricane" – 4:15
12. "Can't Live Without You" – 5:33
13. "Another Piece of Meat" – 3:36
14. "The Zoo" – 5:50
15. "No One Like You" – 4:11
16. "Dynamite" – 7:27
17. "Can't Get Enough (część I)" – 2:05
18. "Six String Sing" – 4:12
19. "Can't Get Enough (część II)" – 1:54

## Twórcy albumu
- Klaus Meine – wokal
- Rudolf Schenker – gitara rytmiczna
- Matthias Jabs – gitara solowa
- Francis Buchholz – gitara basowa
- Herman Rarebell – perkusja

- Dieter Dierks – producent